# Erislandy Álvarez
Erislandy Álvarez (n. 14 iulie 2000) este un boxer ce a reprezentat Cuba, medaliat olimpic. A participat la 1 ediție a Jocurilor Olimpice (2024) în care a câștigat 1 medalie de aur.

## Participări
Lista de mai jos prezintă principalele competiții la care a participat Erislandy Álvarez de-a lungul carierei.
- Box la Jocurile Olimpice de Vară din 2024 – categoria semiușoară (masculin)